# Densidad de estados

Gráfica que representa la densidad de estados frente a la energía para un gas de electrones libres tridimensional.

La densidad de estados (DOS) en un sistema físico caracteriza el número existente de estados por cada intervalo de energía. En un sistema cuántico finito (partícula en un pozo) existe un número discreto de estados posibles de la energía, de modo que la densidad de estados será una distribución discreta; en cambio en sistemas infinitos las energías accesibles forman un continuo de modo que la densidad de estados formará también un continuo. La densidad de estados depende esencialmente del tipo de interacción del sistema (ya que es esta la que determina la cuantización de las energías). Es un concepto central en física estadística ya que el comportamiento de la densidad de estados marca el comportamiento del sistema.
En física de estado sólido y física de materia condensada, la densidad de estados (DOS del inglés "Density of states") de un sistema describe la cantidad de estados que se pueden ocupar en cada nivel de energía.
La densidad de estados {\displaystyle {\frac {D(E)}{V}}=N(E)} se define como el número de estados del sistema ({\displaystyle N(E)\delta E}) cuyas energías toman los valores comprendidos entre E y {\displaystyle E+\delta E}.
Matemáticamente se representa como una función de distribución de densidad de probabilidad, y generalmente es un promedio de los dominios de espacio y tiempo de los distintos estados ocupados por el sistema. La densidad de estados está directamente relacionada con las relaciones de dispersión de las propiedades del sistema. Una DOS (densidad de estados) alta en un nivel de energía específico quiere a decir que hay muchos estados disponibles para ser ocupados.
En general, la DOS de la materia es continua. Sin embargo, en sistemas aislados, como en el caso de los átomos o moléculas en fase gaseosa, la distribución de densidad es discreta. Las variaciones locales, generadas generalmente por distorsiones del sistema original, se conocen con el nombre 'densidad local de estados (LDOS).

## Introducción
En mecánica cuántica, las ondas, o partículas con comportamiento similar, pueden ocupar modos o estados con longitudes de onda y direcciones de propagación dictadas por el sistema. Por ejemplo, en algunos sistemas, el espacio inter atómico y la carga atómica de un material podrían permitir que solo existan electrones de ciertas longitudes de onda. En otros sistemas, la estructura cristalina de un material podría permitir que las ondas se propaguen en una dirección, evitando la propagación en otra dirección. A menudo, solo se permiten estados específicos. Por lo tanto, puede suceder que haya muchos estados disponibles para la ocupación en un nivel de energía determinado, mientras que no haya estados disponibles en niveles de energía diferentes.
Todos los estados de las bandas inferiores, conocidas como bandas de valencia, son ocupados por portadores de carga. En consecuencia, los estados de la banda de energía superior, conocida como capa de conducción, puede estar parcialmente ocupada. Estas bandas están separadas por una banda de energía prohibida cuyo valor mínimo {\displaystyle E_{g}} es llamado gap.
Al observar la densidad de los estados de los electrones en el borde del gap en un semiconductor, para un electrón en la banda de conducción, un aumento de la energía electrónica hace que haya más estados disponibles para ser ocupados. Alternativamente, la densidad de estado es discontinua para un intervalo de energía, lo que significa que no hay estados disponibles para que los electrones ocupen dentro del intervalo de banda del material. Esta condición también significa que un electrón en el borde de la banda de conducción debe perder al menos la energía de separación de banda del material para pasar a otro estado en la banda de valencia.
Esto determina si el material es un aislante o un metal en la dimensión de la propagación. Conocer el número de estados en una banda también es útil para predecir las propiedades de conducción. En una estructura cristalina unidimensional, un número impar de electrones por átomo da como resultado una banda superior medio llena, de manera que hay electrones libres en el nivel de Fermi y, por lo tanto, un comportamiento propio en un metal. Por otro lado, un número par de electrones llena exactamente ciertos estados en las bandas, dejando el resto vacío. Si el nivel de Fermi se encuentra en un intervalo de banda ocupado, el material será un aislante o un semiconductor.
Dependiendo del sistema mecánico cuántico, la densidad de estados se puede calcular para electrones, fotones o fonones, y se puede dar en función de la energía o del vector de onda k. Para convertir entre el DOS (densidad de estados) como función dependiendo de la energía y el DOS como función dependiente del vector de onda, se debe conocer la relación de dispersión de energía específica del sistema entre E y k.
En general, las propiedades topológicas del sistema, como la estructura de las bandas, tienen un impacto importante en las propiedades de la densidad de estados. Los sistemas más conocidos, como el neutronio en las estrellas de neutrones y los gases de electrones libres en los metales (ejemplos de materia degenerada y gas de Fermi), tienen una topología euclidiana tridimensional. Los sistemas como los gases de electrones bidimensionales (2DEG) en capas de grafito y el efecto Hall cuántico en dispositivos tipo MOSFET, tienen una topología euclidiana bidimensional. Los nanotubos de carbono, el alambre cuántico y el líquido Luttinger, en cambio, tienen topologías unidimensionales. Es probable que los sistemas con topologías 1D y 2D se vuelvan más comunes, suponiendo que continúen los desarrollos en nanotecnología y ciencia de materiales.

## Definición
La densidad de estados es por definición la distribución cuya integral entre dos energías da el número existente de estados.
{\displaystyle dN(E)=D(E)dE\quad \Rightarrow \quad N(E_{2})-N(E_{1})=\int _{E_{1}}^{E_{2}}D(E)dE}

siendo D(E) la densidad de estados y N(E) el número de estados con energía menor o igual que E.
En general, la densidad de estados relacionada con el volumen V y, definiendo
{\displaystyle (\Delta k)^{d}=\left({\frac {2\pi }{L}}\right)^{d}},
considerando el cambio más pequeño permitido de k para una partícula en una caja de dimensión {\displaystyle d\times L} ({\displaystyle L\longrightarrow \infty }), viene dada por:
{\displaystyle D(E)={\frac {1}{V}}\sum _{i=1}^{N}\delta (E-E(k_{i}))\longrightarrow D(E)=\int _{R^{d}}{\frac {d^{d}k}{(2\pi )^{d}}}\delta (E-E(k))}
siendo d la dimension espacial del sistema considerado, {\displaystyle \delta (x)} la distribución delta de Dirac, y k el vector de onda (vector del espacio recíproco). De esta manera, se obtiene, para una, dos y tres dimensiones respectivamente: 
{\displaystyle D_{1D}(E)={\frac {1}{\pi \hbar }}\left({\frac {m}{2E}}\right)^{1/2}}
{\displaystyle D_{2D}(E)={\frac {m}{\pi \hbar ^{2}}}}
{\displaystyle D_{3D}(E)={\frac {m}{\pi ^{2}\hbar ^{3}}}(2mE)^{1/2}}
De manera equivalente, la densidad de estados también puede entenderse como la derivada de la función de partición microcanónica (es decir, el número total de estados con energía menor que E) con respecto a la energía:
{\displaystyle D(E)={\frac {1}{V}}{\frac {dZ_{m}(E)}{dE}}}
El número de estados con energía {\displaystyle E^{'}} (grado de degeneración) viene dado por:
{\displaystyle g(E')=\lim _{\Delta E\to 0}\int _{E'}^{E'+\Delta E}D(E)dE=\lim _{\Delta E\to 0}D(E')\Delta E}
donde la última igualdad solo se aplica cuando el teorema del valor medio para integrales es válido.

## Simetría
Algunos sistemas de materia condensada poseen una simetría de su estructura en su escala microscópica que simplifica los cálculos de su densidad de estados. En los sistemas esféricamente simétricos, las integrales de la función son unidimensionales porque todas las variables en el cálculo dependen solo del parámetro radial de la relación de dispersión. Los fluidos, vidrios o sólidos amorfos son ejemplos de un sistema simétrico cuyas relaciones de dispersión tienen una simetría rotacional.
El estudio de las medidas en polvos o muestras policristalinas requieren funciones de evaluación y cálculo e integrales en todo el dominio, generalmente la zona de Brillouin, de las relaciones de dispersión del sistema. Si la simetría del sistema es alta, la forma de las funciones que describen las relaciones de dispersión del sistema aparecen muchas veces en todo el dominio de la relación de dispersión. En tales casos, el cálculo de la DOS se puede limitar a una zona reducida o dominio fundamental.
En la primera zona de Brillouin de la red FCC, un octaedro truncado, se muestra una alta simetría, de 48 veces del grupo de puntos {\displaystyle O_{h}} con simetría octaédrica completa. Esta configuración significa que la integración en todo el dominio de la zona de Brillouin se puede reducir a una 48.ª parte de toda la zona de Brillouin. Los elementos con una estructura cristalina FCC, como el diamante, el silicio y el platino y sus zonas de Brillouin y sus relaciones de dispersión, tienen una simetría comparable a la zona de Brillouin de la red cúbica (FCC).
Otras dos estructuras cristalinas familiares son la red cúbica centrada (BCC) y las estructuras empaquetadas cerradas hexagonales (HCP) con redes cúbicas y hexagonales, respectivamente. La estructura BCC tiene la simetría de gran icosaedro (o piritoédrica) de 24 veces del grupo de puntos {\displaystyle T_{h}}. La estructura HCP tiene la simetría diédrica prismática de 12 veces del grupo de puntos {\displaystyle D_{3h}}. Se puede encontrar una lista completa de las propiedades de simetría de un grupo de puntos en las tablas de caracteres del grupo de puntos.
En general, es más fácil calcular un DOS cuando la simetría del sistema es mayor y el número de dimensiones topológicas de la relación de dispersión es menor. El DOS de las relaciones de dispersión con simetría rotacional a menudo se puede calcular analíticamente. En sistemas anisotrópicos de materia condensada, como un solo cristal de un compuesto, la densidad de estados podría ser diferente en una dirección cristalográfica que en otra. Esto hace que la densidad anisotrópica de los estados sea más difícil de visualizar, y puede requerir métodos como calcular el DOS solo para puntos o direcciones particulares, o calcular la densidad proyectada de estados (PDOS) para una orientación de cristal particular.

## Topologías del espacio k
La densidad de los estados depende de los límites dimensionales del objeto mismo. En un sistema descrito por tres dimensiones (3D), las unidades de DOS son unidades de energía {\displaystyle E^{-1}} y volumen {\displaystyle V^{-1}}, mientras que en un sistema bidimensional las unidades de DOS son de energía {\displaystyle E^{-1}} y área {\displaystyle A^{-1}}. Finalmente, en un sistema unidimensional las unidades de DOS son de energía {\displaystyle E^{-1}} y longitud {\displaystyle L^{-1}}. 
El espacio encerrado por la superficie de energía constante del sistema deriva a través de una relación de dispersión que relaciona E con k. La dimensionalidad del sistema limita el impulso de las partículas dentro del sistema.

### Densidad de estados del vector de onda (volumen esférico)
Primero se deben conocer los N estados permitidos en cierta k contenidos en el intervalo [k, k + dk] dentro del volumen del sistema. Este procedimiento se realiza diferenciando todo el volumen del espacio de k ({\displaystyle \Omega _{n,k}}) en n dimensiones. El volumen, área o longitud, dependiendo si el sistema esta en tres, dos o una dimensiones respectivamente, de los espacios k esféricos se expresan mediante:
{\displaystyle \omega _{n}(k)=c_{k}k^{n}}
donde las constantes están determinadas topológicamente: {\displaystyle c_{1}=2}, {\displaystyle c_{2}=\pi } , {\displaystyle c_{3}={\frac {4\pi }{3}}} para funciones lineales, de disco y de forma simétrica esférica en espacios k euclidianos de una, dos y tres dimensiones respectivamente.
De acuerdo con este esquema, la densidad de estados del vector de onda N se puede expresar como:
{\displaystyle N_{k}(k)={\frac {d\Omega _{n}(k)}{dk}}=nc_{n}k^{n-1}}
de tal manera que se obtiene {\displaystyle N_{1}(k)=2,N_{2}(k)=2\pi k}  y {\displaystyle N_{3}(k)=4\pi k^{2}} como densidad de estados del vector de onda para una línea, disco o esfera en una, dos y tres dimensiones respectivamente.
Un estado es lo suficientemente grande como para contener partículas que tienen una longitud de onda {\displaystyle \lambda }, que se relaciona con k a través de {\displaystyle k={\frac {2\pi }{\lambda }}}.
En un sistema cuántico, {\displaystyle \lambda } dependerá de un espaciamiento característico del sistema L que limita las partículas. Finalmente, la densidad de los estados N se multiplica por un factor {\displaystyle s/V_{k}}, donde s es un factor de degeneración constante que explica los grados internos de libertad debido a fenómenos físicos como el giro (espín) o la polarización. Si no existe tal fenómeno, entonces {\displaystyle s=1}. {\displaystyle V_{k}} es el volumen en el espacio k cuyos vectores de onda son más pequeños que los vectores de onda más pequeños posibles decididos por el espaciado característico del sistema.

### Densidad de estados de energía
Para finalizar el cálculo para DOS, es importante también conocer el número de estados por unidad de volumen de muestra para una energía {\displaystyle E} dentro de un intervalo {\displaystyle [E,E+dE]}. La forma general de DOS de un sistema se da como
{\displaystyle D_{n}\left(E\right)={\frac {\Omega _{n}(E)}{dE}}}
Hasta ahora se ha considerado que el sistema es válido para relaciones de dispersión monotónicamente ascendentes y esféricamente simétricas. Sin embargo, en general la relación de dispersión {\displaystyle E(k)} no es esféricamente simétrica y en muchos casos tampoco aumenta continuamente. Para expresar {\displaystyle D} en función de {\displaystyle E}, el inverso de la relación de dispersión {\displaystyle E(k)}debe sustituirse por la expresión de {\displaystyle \Omega _{n}(k)} para obtener la expresión de {\displaystyle \Omega _{n}(E)}. Si la relación de dispersión no es esféricamente simétrica o aumenta continuamente y no puede invertirse fácilmente, en la mayoría de los casos, el DOS debe calcularse numéricamente.

## Relaciones de dispersión
La relación de dispersión para electrones en un sólido depende de la estructura de banda electrónica.
La energía cinética de una partícula depende de la magnitud y la dirección del vector de onda k, las propiedades de la partícula y el entorno en el que se mueve la partícula. Por ejemplo, la energía cinética de un electrón en un gas Fermi viene dada por
{\displaystyle E=E_{0}+{\frac {(\hbar k)^{2}}{2m_{e}}},}
donde {\displaystyle m_{e}} es la masa del electrón. La relación de dispersión es una parábola esféricamente simétrica y aumenta continuamente, por lo que el DOS se puede calcular fácilmente.
Para fonones longitudinales en una cadena de átomos, la relación de dispersión de la energía cinética en un espacio k unidimensional viene dada por:
{\displaystyle E=2\hbar \omega _{0}\left|\sin \left({\frac {ka}{2}}\right)\right|}
donde {\displaystyle \omega _{0}={\sqrt {k_{F}/m}}} es la frecuencia del oscilador, {\displaystyle m}la masa de los átomos, {\displaystyle k_{F}} la constante de fuerza inter atómica y a un espacio inter atómico.
Para valores pequeños de {\displaystyle k\ll \pi /a}, la relación de dispersión toma la forma prácticamente lineal de {\displaystyle E=\hbar \omega _{0}ka}. Cuando {\displaystyle k\approx \pi /a}, la energía es
{\displaystyle E=2\hbar \omega _{0}\left|\cos \left({\frac {\pi -ka}{2}}\right)\right|}, 
y transformando {\displaystyle q=k-\pi /a} y considerando la q pequeña, la relación se puede transformar en 
{\displaystyle E=2\hbar \omega _{0}\left[1-\left({\frac {qa}{2}}\right)^{2}\right]^{2}}.

### Relaciones de dispersión isotrópica
Los dos ejemplos mencionados se pueden expresar como
{\displaystyle E=E_{0}+c_{k}k^{p}}
Esta expresión es un tipo de relación de dispersión porque interrelaciona dos propiedades de onda y es isotrópica porque solo la longitud y no la dirección del vector de onda aparece en la expresión. La magnitud del vector de onda está relacionada con la energía a partir de la expresión:
{\displaystyle k=\left({\frac {E-E_{0}}{c_{k}}}\right)^{\frac {1}{p}}}
En consecuencia, el volumen del espacio k n-dimensional que contiene vectores de onda más pequeños que k es:
{\displaystyle \Omega _{n}(k)=c_{n}k^{n}\Omega _{n}(k)=c_{n}k^{n}}
La sustitución de la relación de energía isotrópica da el volumen de los estados ocupados.
{\displaystyle \Omega _{n}(E)={\frac {c_{n}}{{c_{k}}^{n/p}}}(E-E_{0})^{\frac {n}{p}}}
La diferenciación de este volumen con respecto a la energía da una expresión para la DOS de la relación de dispersión isotrópica
{\displaystyle D_{n}(E)={\frac {d}{dE}}\Omega _{n}(E)={\frac {nc_{n}}{p{c_{k}}^{\frac {n}{p}}}}(E-E_{0})^{{\frac {n}{p}}-1}}

### Dispersión parabólica
En el caso de una relación de dispersión parabólica {\displaystyle (p=2)}, como se aplica a los electrones libres en un gas Fermi, la densidad resultante de estados {\displaystyle D_{n}(E)}, para electrones en un sistema n-dimensional, viene definida por:
{\displaystyle D_{1}(E)={\frac {1}{\sqrt {c_{k}(E-E_{0})}}}}
{\displaystyle D_{2}(E)={\frac {\pi }{c_{k}}}}
{\displaystyle D_{3}(E)=2\pi {\sqrt {\frac {E-E_{0}}{c_{k}^{3}}}}}
para {\displaystyle E>E_{0}}. Para {\displaystyle E<E_{0},D(E)=0.}
Incluyendo el factor {\displaystyle s/V_{k}} previamente mencionado, se obtiene, para la DOS 3D:
{\displaystyle N(E)={\frac {V}{2\pi ^{2}}}\left({\frac {2m}{\hbar ^{2}}}\right)^{\frac {3}{2}}{\sqrt {E-E_{0}}},}
donde {\displaystyle V} es el volumen total y {\displaystyle N(E-E_{0})} incluye la degeneración de espín.

### Dispersión lineal
En el caso de una dispersión lineal ({\displaystyle p=1}), como se aplica a los fotones o algunos tipos especiales de bandas electrónicas en un sólido, la DOS en los sistemas dimensionales se relaciona con la energía como:
{\displaystyle D_{1}(E)={\frac {1}{c_{k}}}}
{\displaystyle D_{2}(E)={\frac {2\pi }{c_{k}^{2}}}(E-E_{0})}
{\displaystyle D_{3}(E)={\frac {4\pi }{c_{k}^{3}}}(E-E_{0})^{2}}

## Funciones de distribución
Artículo principal: Teoría cinética de los sólidos.
La densidad de estados juega un papel importante en la teoría cinética de los sólidos. El producto de la densidad de estados y la función de distribución de probabilidad es el número de estados ocupados por unidad de volumen a una energía dada para un sistema en equilibrio térmico. Este valor se usa ampliamente para investigar varias propiedades físicas de la materia. Los siguientes son ejemplos, utilizando dos funciones de distribución comunes, de cómo aplicar una función de distribución a la densidad de estados puede dar lugar a propiedades físicas.
- Estadísticas de Fermi-Dirac: La función de distribución de probabilidad de Fermi-Dirac se utiliza para encontrar la probabilidad de que un fermión ocupe un estado cuántico específico en un sistema en equilibrio térmico.

Los fermiones son partículas que obedecen el principio de exclusión de Pauli (por ejemplo, electrones, protones, neutrones). La función de distribución se puede escribir como:
{\displaystyle f_{FD}(E)={\frac {1}{\exp \left({\frac {E-\mu }{k_{B}T}}\right)+1}}}
donde {\displaystyle \mu } es el potencial químico (también denotado como {\displaystyle E_{F}} y llamado nivel de Fermi cuando {\displaystyle T=0K}), {\displaystyle k_{B}} es la constante de Boltzmann, y T la temperatura.
- Estadísticas de Bose-Einstein: La función de distribución de probabilidad de Bose-Einstein se usa para encontrar la probabilidad de que un bosón ocupe un estado cuántico específico en un sistema en equilibrio térmico.

Los bosones son partículas que no obedecen el principio de exclusión de Pauli (por ejemplo, fonones y fotones). La función de distribución se puede escribir como:
{\displaystyle f_{BE}(E)={\frac {1}{\exp \left({\frac {E-\mu }{k_{B}T}}\right)-1}}}
A partir de estas dos distribuciones es posible calcular propiedades como la energía interna {\displaystyle U}, el número de partículas {\displaystyle N}, la capacidad calorífica específica {\displaystyle C} y la conductividad térmica {\displaystyle k}. Las relaciones entre estas propiedades y el producto de la densidad de estados y la distribución de probabilidad, denotando la densidad de estados por {\displaystyle g(E)} en lugar de {\displaystyle D(E)}, vienen dados por:
{\displaystyle U=\int Ef(E)g(E)dE}
{\displaystyle N=\int f(E)g(E)dE}
{\displaystyle C={\frac {\partial }{\partial T}}\int Ef(E)g(E)dE}
{\displaystyle k={\frac {1}{d}}{\frac {\partial }{\partial T}}\int Ef(E)g(E)\nu (E)\Lambda (E)dE}
donde {\displaystyle d} es la dimensionalidad, {\displaystyle \nu } es la velocidad del sonido y {\displaystyle \Lambda } es el camino libre medio.

## Aplicaciones
La densidad de estados aparece en muchas áreas de la física y ayuda a explicar una serie de fenómenos de mecánica cuántica.

### Cuantización
Calcular la densidad de estados para estructuras pequeñas muestra que la distribución de electrones cambia a medida que se reduce la dimensionalidad. Para los hilos cuánticos, la DOS para ciertas energías es más alta que la DOS para semiconductores 'bulk', y para los puntos cuánticos los electrones se cuantifican para ciertas energías.

### Cristales fotónicos
La densidad de fotones de los estados se puede manipular mediante el uso de estructuras periódicas con escalas de longitud del orden de la longitud de onda de la luz. Algunas estructuras pueden inhibir completamente la propagación de la luz de ciertos colores (energías), creando una brecha de banda fotónica: la DOS es cero para esas energías de fotones. Otras estructuras pueden inhibir la propagación de la luz solo en ciertas direcciones para crear espejos, guías de ondas y cavidades. Dichas estructuras periódicas se conocen como cristales fotónicos. En los medios nano-estructurados, el concepto de densidad local de estados (LDOS) es a menudo más relevante que el de DOS, ya que el DOS varía considerablemente de un punto a otro.

## Densidad local de estados (LDOS)
Una característica importante de la definición de la DOS es que se puede extender a cualquier sistema. Una de sus propiedades es la invariabilidad traslacional, lo que significa que la densidad de los estados es homogénea y es la misma en cada punto del sistema. Pero este es solo un caso particular y la LDOS ofrece una descripción más amplia con una densidad heterogénea de estados a través del sistema.

### Definición
La densidad local de estados (LDOS) describe una densidad de estados resuelta en el espacio. En ciencia de materiales, por ejemplo, este término resulta útil para interpretar los datos de un microscopio de túnel de exploración (STM), ya que este método es capaz de obtener imágenes de densidades electrónicas de estados con resolución atómica. Según la estructura cristalina, esta cantidad puede predecirse mediante métodos computacionales, como por ejemplo con la teoría funcional de la densidad.
En una densidad local de estados, la contribución de cada estado está ponderada por la densidad de su función de onda en el punto. {\displaystyle N(E)} se convierte en {\displaystyle n(E,x)}, de tal manera que:
{\displaystyle n(E,x)=\sum _{n}|\phi _{n}(x)|^{2}\delta (E-\varepsilon _{n})}
donde el factor {\displaystyle |\phi _{n}(x)|^{2}} significa que cada estado contribuye más en las regiones donde la densidad es alta. Un promedio sobre x de esta expresión restaurará la fórmula habitual para la DOS. La LDOS es útil en sistemas no homogéneos, donde {\displaystyle n(E,x)} contiene más información que {\displaystyle n(E)}.
Para un sistema unidimensional con una pared, las ondas sinusoidales toman la forma:
{\displaystyle n_{1D}(E,x)={\frac {2}{\pi \hbar }}{{\sqrt {\frac {2m}{E}}}\sin ^{2}{kx}}}
donde {\displaystyle k={\sqrt {2mE}}/\hbar }. En un sistema tridimensional con {\displaystyle x>0}, la expresión toma la siguiente forma:
{\displaystyle n_{3D}(E,x)=\left(1-\left({\frac {\sin {2kx}}{2kx}}\right)\right)n_{3D}(E)}
De hecho, podemos generalizar la densidad local de estados para acabar obteniendo
{\displaystyle n(E,x,x')=\sum _{n}\phi _{n}(x)\phi _{n}^{*}(x')\delta (E-\varepsilon _{n})}
Esto se llama función espectral y es una función con cada función de onda por separado en su propia variable. En teoría más avanzada, está conectada con las funciones de Green y proporciona una representación compacta de algunos resultados, como la absorción óptica.

### Óptica y fotónica
En óptica y fotónica, el concepto de densidad local de estados se refiere a los estados que puede ocupar un fotón. Para la luz, generalmente se mide por fluorescencia, por métodos de exploración de campo cercano o por técnicas de catodoluminiscencia. Para diferentes estructuras fotónicas, los LDOS tienen diferentes comportamientos y controlan la emisión espontánea de diferentes maneras.
En los cristales fotónicos, se esperan LDOS cercanos a cero y causan inhibición en la emisión espontánea. Los LDOS todavía están en cristales fotónicos, pero están en la cavidad. En este caso, el LDOS puede ser mucho más mejorado y son proporcionales a las mejoras de Purcell de la emisión espontánea. También se espera una mejora similar de LDOS en la cavidad plasmónica.
Sin embargo, en nanoestructuras fotónicas desordenadas, el LDOS se comporta de manera diferente. Fluctúan espacialmente con sus estadísticas son proporcionales a la fuerza de dispersión de las estructuras. Además, la relación con la ruta libre media de la dispersión es trivial, ya que el LDOS aún puede verse fuertemente influenciado por los pequeños detalles de los trastornos fuertes en forma de un fuerte aumento de la emisión de Purcell.
Finalmente, para el trastorno plasmónico, este efecto es mucho más fuerte para las fluctuaciones de LDOS, ya que se puede observar como una fuerte localización de campo cercano.